# 10 Chambers
10 Chambers (tidigare 10 Chambers Collective) är ett svenskt spelutvecklingsföretag i Stockholm. Studion grundades 2015 av Ulf Andersson, Oscar J-T Holm, Anders Bodbacka, Anders Svärd, Henrik Anréus, Ludvig Vikström, Hjalmar Vikström, och Svante Vinternatt. Med erfarenhet från spelstudior som Grin, Overkill Software, och Starbreeze har de tidigare arbetat med spel som Bionic Commando Rearmed, Payday: The Heist, och Payday 2.
10 Chambers släppte sitt första spel, GTFO, i early access under december 2019 med en full release två år senare i december 2021. Spelet fick ett positivt mottagande av såväl spelare och kritiker med en "Generally favourable" betyg på Metacritic, och "Väldigt positivt" av användarna på Steam. 
År 2020 investerade det kinesiska konglomeratet Tencent i 10 Chambers AB.

## Utvecklade spel
| År   | Spel | Plattform | Genre                                |
| ---- | ---- | --------- | ------------------------------------ |
| 2021 | GTFO | Windows   | Förstapersonsskjutare, Co-op, Skräck |